# Beinn Eighe
Beinn Eighe (pronunciado peɲˈe.ə   ˈrˠuəs̪t̪axk moːɾ) es una de las montañas de la región de Torridon de las Tierras Altas de Escocia (Reino Unido. Forma una larga cresta con muchos espolones y cumbres, dos de las cuales están clasificadas como munros. El nombre Beinn Eighe viene del gaélico escocés y significa "montaña de lima".

## Contrafuerte triple
Uno de los rasgos más famosos del Beinn Eighe es el circo de Coire Mhic Fearchair, a menudo conocido sencillamente como "circo del contrafuerte triple" a la vista de tres grandes características rocosas que dominan el paisaje. Hay muchas escalada que pueden llevarse a cabo en los contrafuertes, aunque las rutas senderistas también permiten ascender a sus cumbres desde la cabeza del circo.

## Black Carls
La travesía integral del Beinn Eighe debería incluir cruzar una serie de pináculos conocidos como los Black Carls, que proporcionan buenas trepadas. Sin embargo, la ruta más habitual es simplemente cruzar la sección central de la crestería, coleccionando así los dos munros.

## Reserva natural nacional
El lado norte del Beinn Eighe fue la primera Reserva natural nacional declarada en el Reino Unido. Tiene marcados senderos y un centro de visitantes. Igualmente, forma parte del Patrimonio natural de la Unión Europea como una eserva de la biosfera.
La reserva abarca una mezcla de páramo, bosque y ciénagas, y alberga muchas criaturas, incluyendo venados, águilas reales y martas. En las ciénagas puede verse una asombrosa variedad de libélulas. En cuanto a la flora, Beinn Eighe conserva antiguos fragmentos de bosque de pinar caledonio autóctono (Pinus sylvestris var. sylvestris). Los húmedos bosques son ricos en musgos y hepáticas.

## Geología
Geológicamente, Beinn Eighe es unusual entre los montes Torridon en que su cima no está compuesta de arenisca torridoniana precámbrica, sino cuarcita basáltica cámbrica. Esto da a su cumbre un tono familiarmente claro, que es un contraste notable con los otros picos de la región.

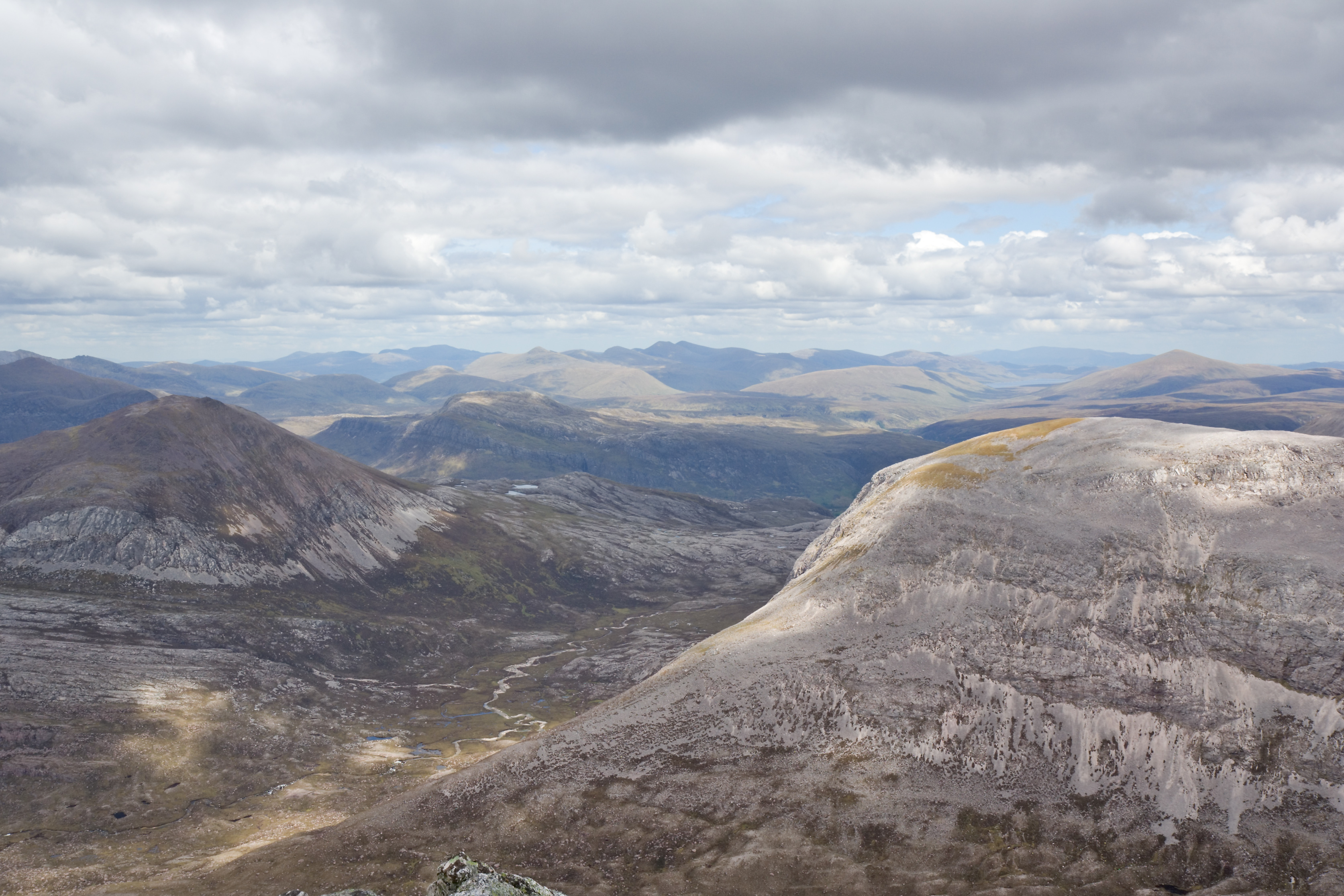
Vista desde lo alto de Ruadh-stac Mór hacia el noreste
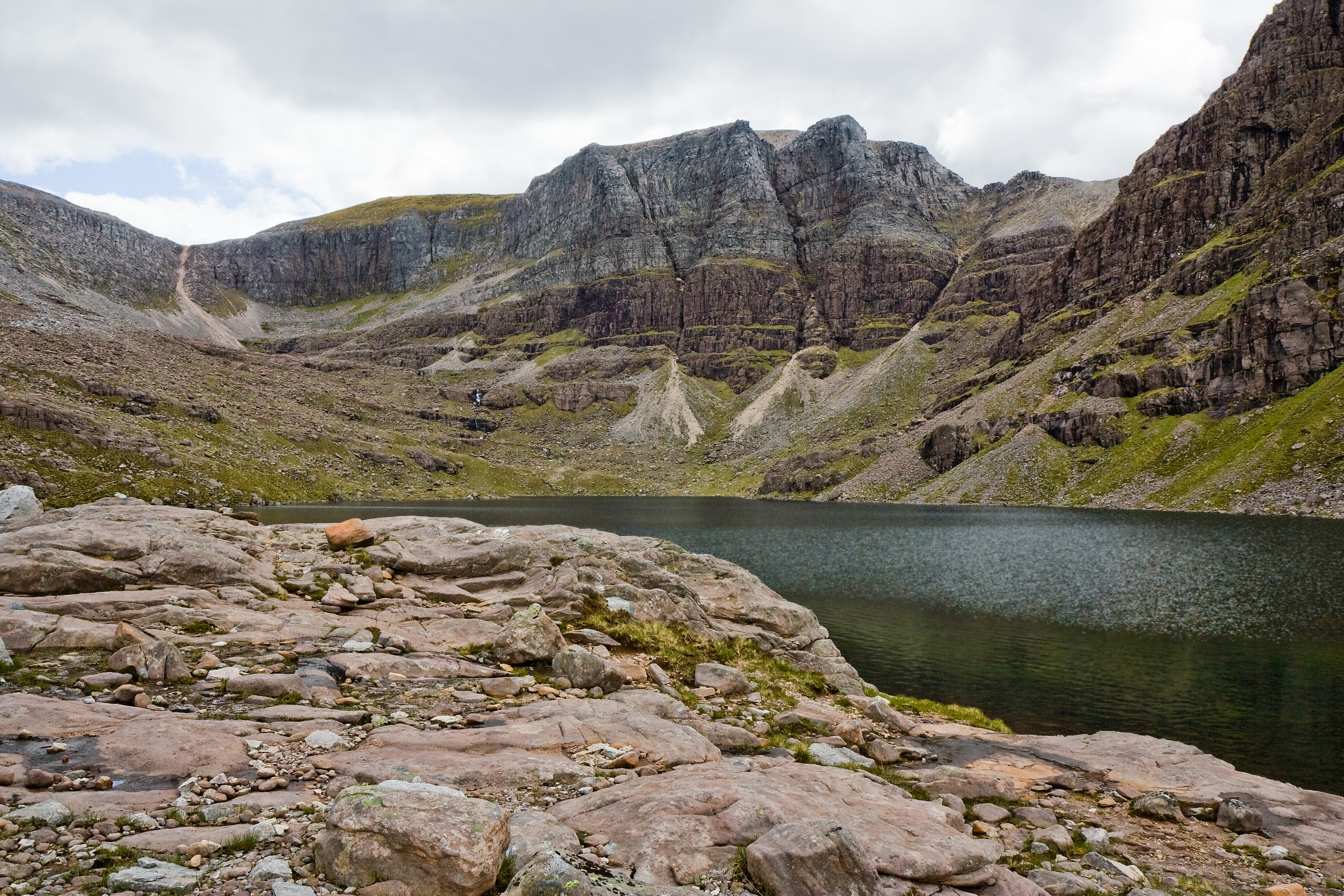
El triple contrafuerte de Coire Mhic Fearchair